# Polygrammodes maculiferalis
Polygrammodes maculiferalis là một loài bướm đêm trong họ Crambidae.